# Umberto Faini

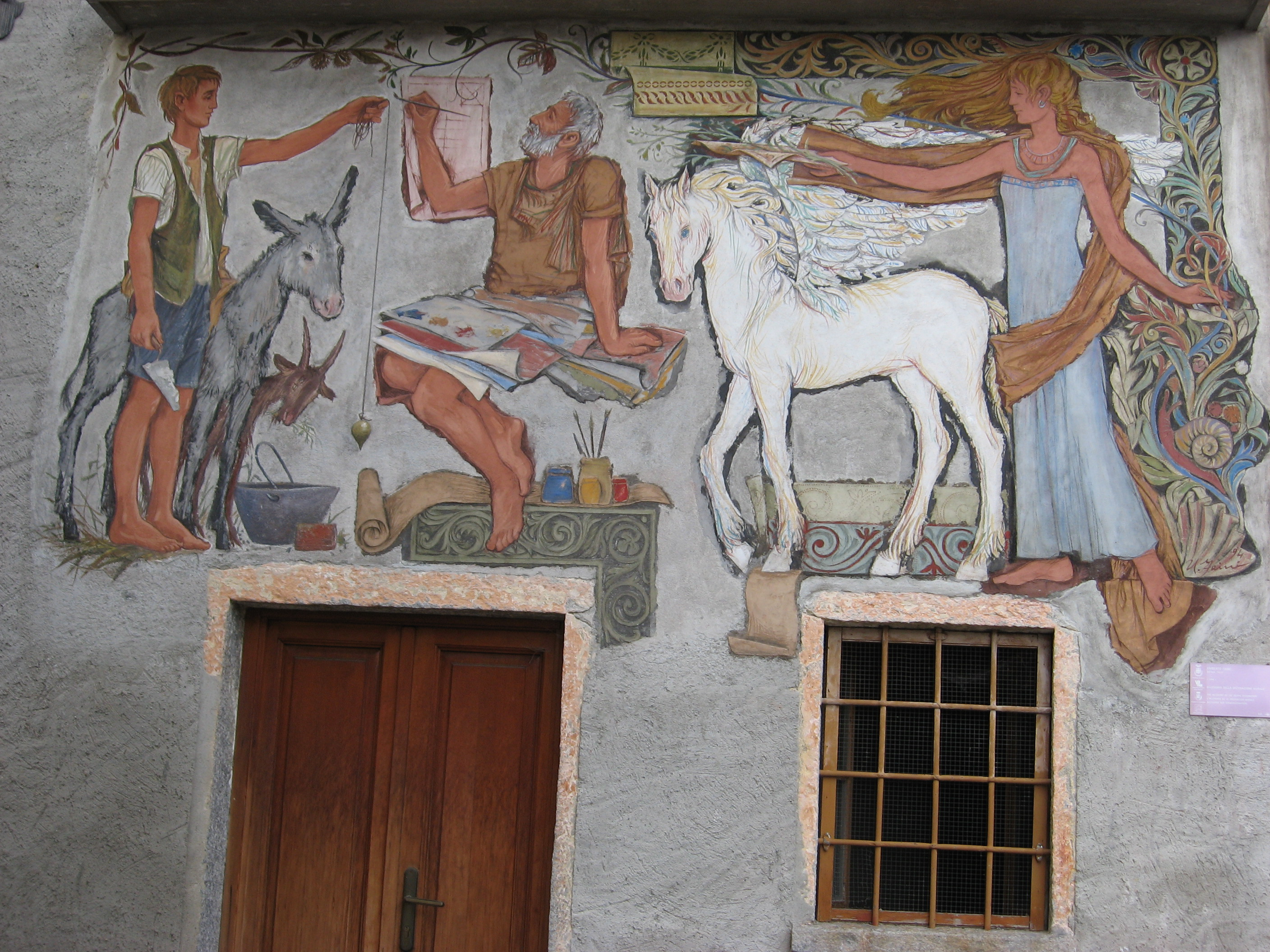
Arcumeggia - Affresco di Umberto Faini

Umberto Faini (Milano, 16 agosto 1933) è un pittore italiano.

## Biografia
Umberto Faini è nato a Milano nel 1933. Dopo aver studiato alla Scuola d'Arte Applicata del Castello Sforzesco di Milano, frequentò l'Accademia di Belle Arti di Brera dove seguì corsi di pittura con Aldo Carpi e di decorazione con Gianfilippo Usellini. Insegnò poi presso un Liceo Artistico e quindi presso la Nuova Accademia di Belle Arti di Milano (anatomia artistica) ed ancora presso l'Accademia Carrara di Bergamo (pittura).
La sua produzione artistica ha spaziato dalla pittura astratta a quella figurativa con estrema cura del disegno e del colore.
Profondo conoscitore delle tecniche pittoriche tradizionali e moderne, ha eseguito importanti affreschi, tra cui uno ad Arcumeggia, avente per titolo: Allegoria della decorazione murale e uno sulla facciata della Chiesa della Madonna di Loreto a Chiessi, nell'isola d'Elba.

## Mostre
- 1957/1959/1962, Premio "Diomira", Milano
- 1963/1967/1969, Premio Suzzara
- 1966, Biennale dell'incisione, Padova
- 1967/1973, Biennale d'arte, Bolzano
- 1969, "Grafici italiani contemporanei", Museo Puskin, Mosca
- 1971, Personale Galleria "La Rocchetta", Parma
- 1972, Personale Galleria "Diarcon", Milano
- 1973, Triennale della grafica a colori, Grenchen
- 1973/1974/1975, Premio di disegno "Joan Mirò", Barcellona
- 1974, "Le connessioni simultanee", Maison de la Culture, Namur (Francia)
- 1974/1976, Biennale Internazionale d'Arte, Mentone (Francia)
- 1975, Salon "Grands et jeunes", Parigi (Francia)
- 1976, Personale Centro Internazionale della Grafica, Venezia
- 1979/1980, "Wash Art", Washington (USA)
- 1980, "Art expo West", Los Angeles (USA)
- 1981, Mostra Antologica Museo del Tesoro, Assisi
- 1984, Personale Galleria Fumagalli, Bergamo
- 1984, "Art Expo", New York (USA)
- 1986, Personale Centro dell'incisione, Milano
- 1988, Personale Galleria "Elle Quadro", Genova
- 1988, "Il Novecento a Palazzo Isimbardi", Milano
- 1989, Personale Galleria "La Diade", Bergamo
- 1989, Personale XXXI Biennale d'Arte "La Permanente", Milano
- 1990, "Quale Segno", Laboratorio 66, Arte Fiera, Bologna
- 1990, "L'uomo, l'albero, il fiume", Castel Ivano, Trento
- 1991, Personale Galleria "La Chiocciola", Padova; Personale Galleria "A&Z", Milano
- 1992, Personale Galleria "Ponte Rosso", Milano 1992 - 1994
- 1992, VII Triennale dell'Incisione, Milano; Personale Arcumeggia (Varese)
- 1997, Personale Università Bocconi, Milano
- 1999, Mostra Antologica Galleria Civica, Desenzano del Garda
- 1999, "Naturarte", Castiglione d'Adda, Lodi
- 2001, "MiM-Museum in Motion", Castello di San Pietro in Cerro, Piacenza
- 2001, "La pittura in Lombardia nel XX secolo", Vigevano